# Jônatas Pedrosa
Jônatas de Freitas Pedrosa, mais conhecido como Jônatas Pedrosa (Bahia, 8 de abril de 1848 — 7 de julho de 1922) foi um médico, militar e político brasileiro.
Foi governador do Estado do Amazonas de 1913 a 1917, além de senador pelo mesmo estado de 1898 a 1913.